# Vuurtoren van Egmond aan Zee
De vuurtoren J.C.J. van Speijk is een vuurtoren aan de Noordzeekust bij Egmond aan Zee. De J.C.J. van Speijktoren is een van de oudste nog actieve vuurtorens van Nederland. De voet van de vuurtoren vormt een graftombe, die herinnert aan luitenant-ter-zee Jan van Speijk.

## Vuurtoren
De zee bij Egmond kon, en kan nog steeds, zeer verraderlijk zijn. Daarom werden er tussen 1833 en 1834 twee door Jan Valk ontworpen vuurtorens gebouwd. Na de aanleg van het Noordzeekanaal in 1876 en de bouw van de twee vuurtorens in IJmuiden, werden de torens in Egmond, om verwarring te voorkomen, voorzien van rode ruiten, zodat het uitgestraalde licht in kleur kon worden onderscheiden van dat van IJmuiden. In 1891 werd de vuurtoren J.C.J. van Speijk voorzien van een draailicht. De zuidertoren op het Torensduin werd in datzelfde jaar gedoofd en in 1915 afgebroken.
In 1922 werd het lichthuis verbouwd, omdat de toren elektrisch licht kreeg. De balustrade is toen in beton gegoten. Het ontwerp voor deze verbouwing was van Otto Jelsma. In 1967 werd het wachtlokaal gebouwd. De noordzijde van het licht is rood van kleur om te waarschuwen voor gevaarlijke ondieptes ten noorden van Egmond. Zodra schepen uit deze gevarenzone komen, wordt het licht weer wit.

## Van Speijkmonument
Deze vuurtoren werd in 1834 uitgekozen als J.C.J. van Speijkmonument, ter nagedachtenis aan luitenant-ter-zee Jan van Speijk, die liever de lucht in vloog dan zijn schip over te geven aan de Belgische vijand. Hij ontstak de voorraad kruit aan boord van het schip op 5 februari 1831. Behalve Van Speijk, vonden ook 25 andere bemanningsleden en een aantal Belgen de dood bij de ontploffing.
De vuurtoren werd bekostigd met de opbrengst van de veiling van relikwieën en overblijfselen van de kanonneerboot en persoonlijke eigendommen van de bemanning. Het Rijksmuseum van Amsterdam kocht een deel van de bebloede scheepsjas van Van Speijk en zijn mes. Het monument is ontworpen door Jan David Zocher en gebouwd door aannemer K. Bos uit Sliedrecht. Het gebruikte materiaal is natuursteen.
Daarbij is het niet gebleven in de verering van Jan van Speijk. Bij Koninklijk Besluit is namelijk vastgelegd dat een van de schepen van de Nederlandse vloot de naam 'Van Speijk' zal dragen. De huidige 'Zr. Ms. Van Speijk' (F828) is een multi-purpose fregat van de Karel Doormanklasse en kwam in 1995 in de vaart.

## Hedendaagse functie
Door de komst van satellietnavigatie doofden vanaf 1980 vele vuurtorens en alle lichtschepen hun lichten.
De observatietaken van de kustwacht bij Egmond werden door een centrale, landelijke kustwacht overgenomen. Na een reorganisatie konden de verkeerscentrales in Den Helder en IJmuiden met radar de hele kust van Noord-Holland bestrijken, waardoor visuele waarneming overbodig werd.
Bert de Boer, die in 1978 als lichtwachter in dienst gekomen was, werd objectbeheerder tot 1990. Na 1990 is de vuurtoren niet meer bemand maar wel nog steeds actief.
De toren wordt nog steeds gebruikt als herkenningspunt en controle voor de plaatsbepalingsapparatuur aan boord van schepen en is zeker voor de recreatievaart, die vaak zonder ultramodern navigatiesysteem werkt, onmisbaar. De KNRM gebruikt de vuurtoren bij reddingsacties en oefeningen.

## Korte geschiedenis
- 1823: Besluit oprichting kustlichten te Egmond
- 1833: Bouw van twee torens gestart
- 1834: Bouw gereed, lichtwachters aangesteld, lichten ontstoken
- 1838: Koninklijk besluit tot verbouwing Noordertoren tot monument
- 1841: Voltooiing verbouwing tot monument
- 1879: Licht tijdelijk gedoofd (van 15 februari tot 15 maart), optieken voorzien van rood glas
- 1891: Draailicht aangebracht
- 1892: Licht Zuidertoren gedoofd
- 1915: Dagmerkschermen verwijderd
- 1922: Elektrificatie, balustrade in beton gegoten, lichthuis vernieuwd
- 1936: Lichtkarakter wordt Iso 10s
- 1967: Bouw wachtlokaal naar ontwerp van F. de Ruyter en monumentenstatus
- 2019: In 2019 is de Vuurtoren van Egmond aan Zee gerestaureerd.
- 2023: Vanaf september 2023 werd het licht enkele maanden gedoofd in verband met werkzaamheden in het lichthuis.

Bij de verbouwing in 1967/68 werd de kop opgetild, de oude omloop weggehaald en de nieuwe uitkijkpost, ontworpen door F. de Ruijter, er tussen gevoegd.
De schuinstaande ramen vormden een opvallend detail. Na de verbouwing is de toren nog imposanter geworden door het geplaatste wachtlokaal.
De komst van radar maakte het overbodig dat de lichtkoepel voor de navigatie van vliegtuigen van glas moest zijn. Het dak werd voorzien van een nieuwe bekleding met koperen platen. De traditionele zeemeermin windwijzer werd hersteld.

## Openstelling Vuurtoren
Alle vrijdagen in de maanden juli en augustus is zowel het Maritiem Centrum Egmond als de vuurtoren voor het publiek geopend (19.00 – 21.00). 

## Galerij

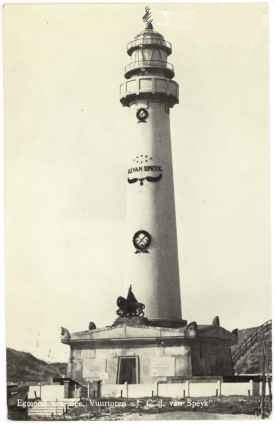
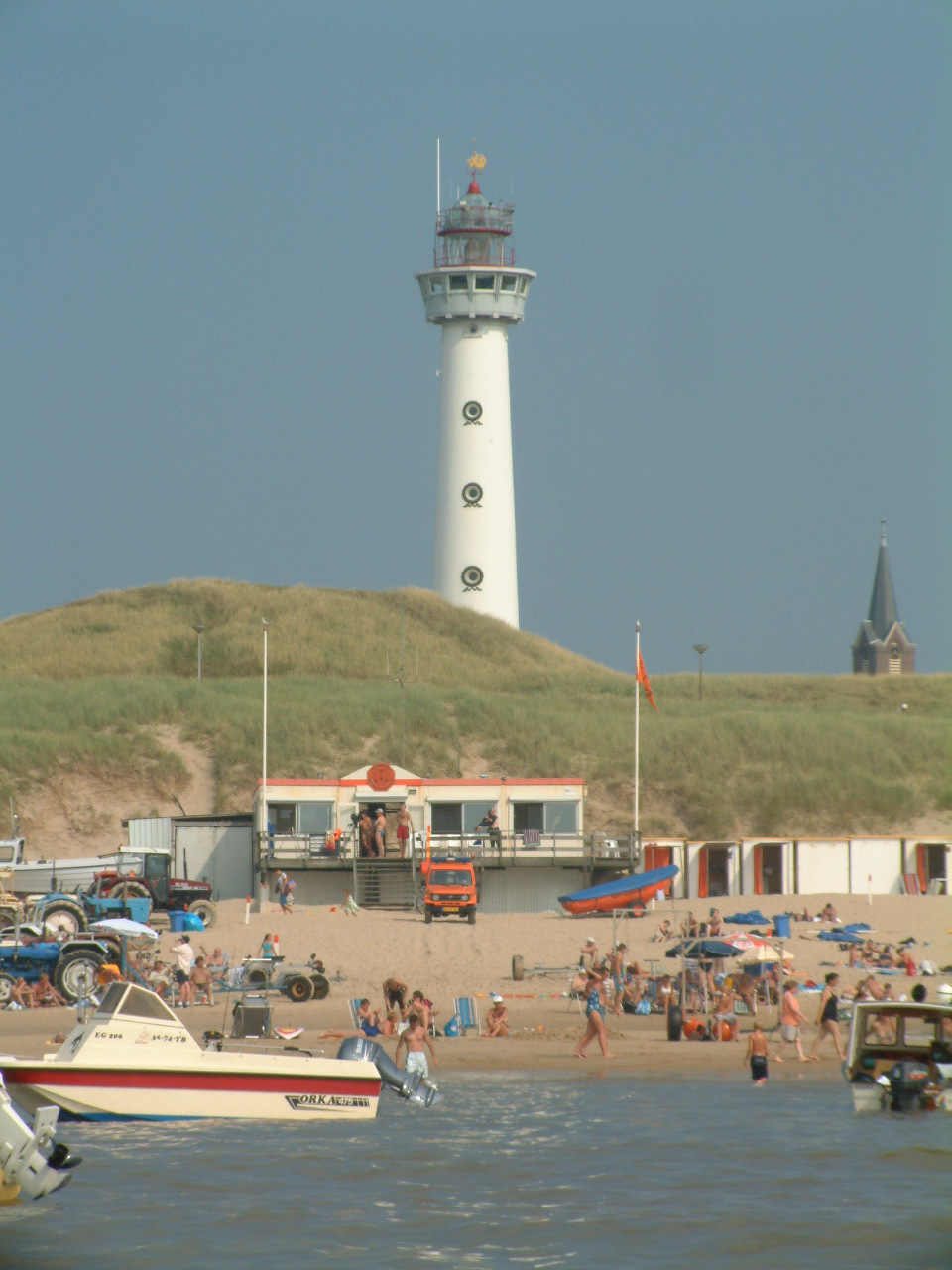
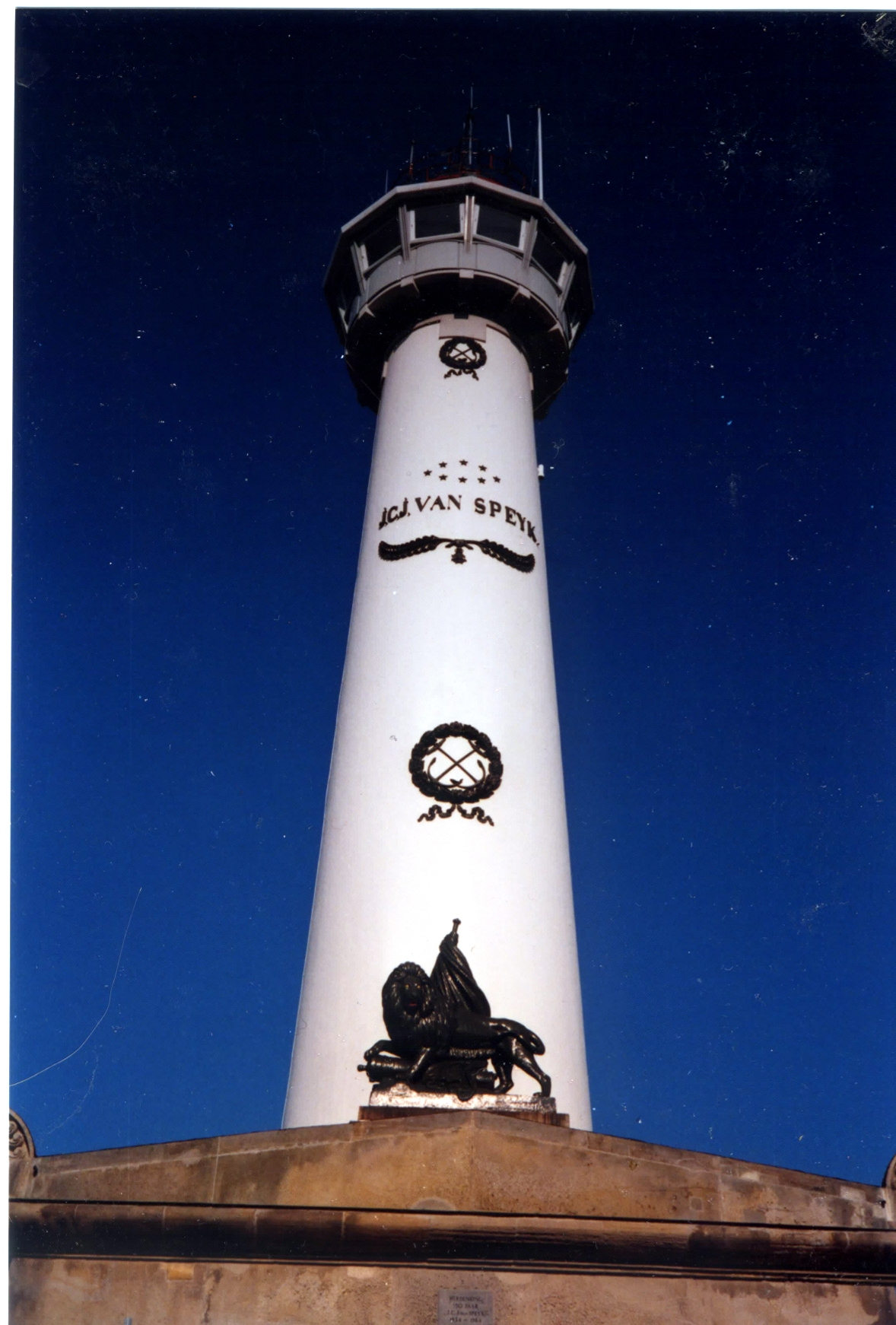
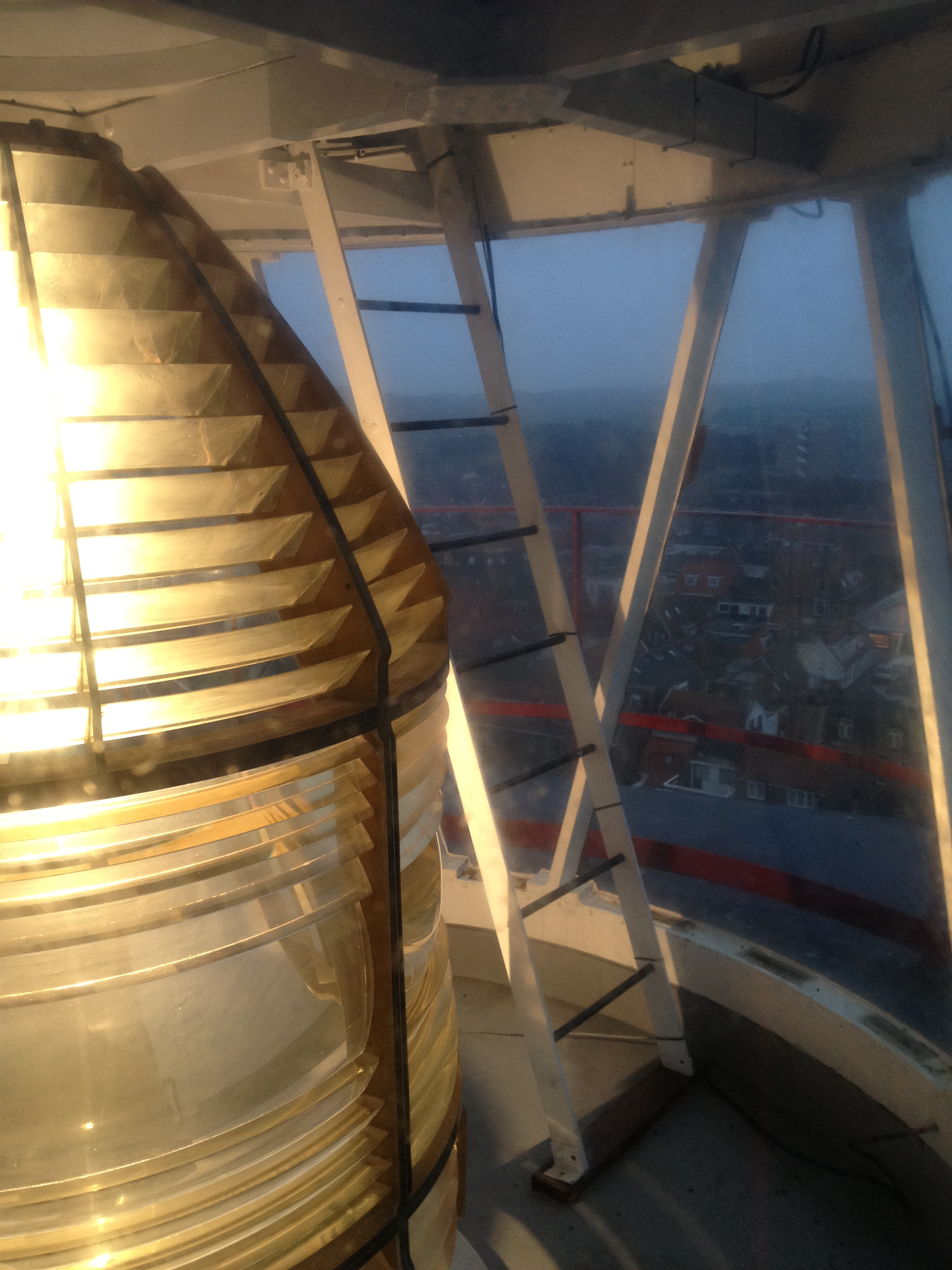
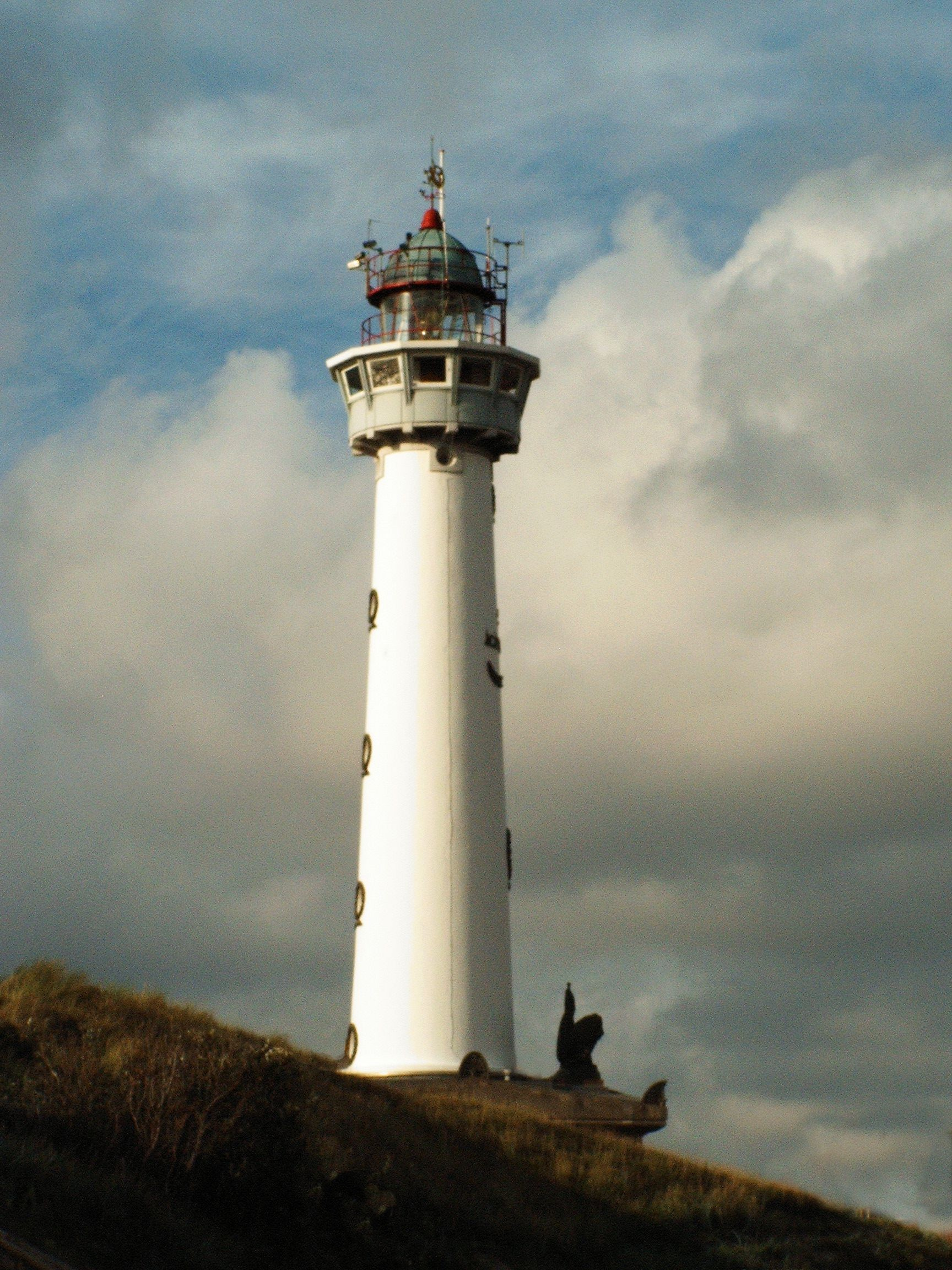
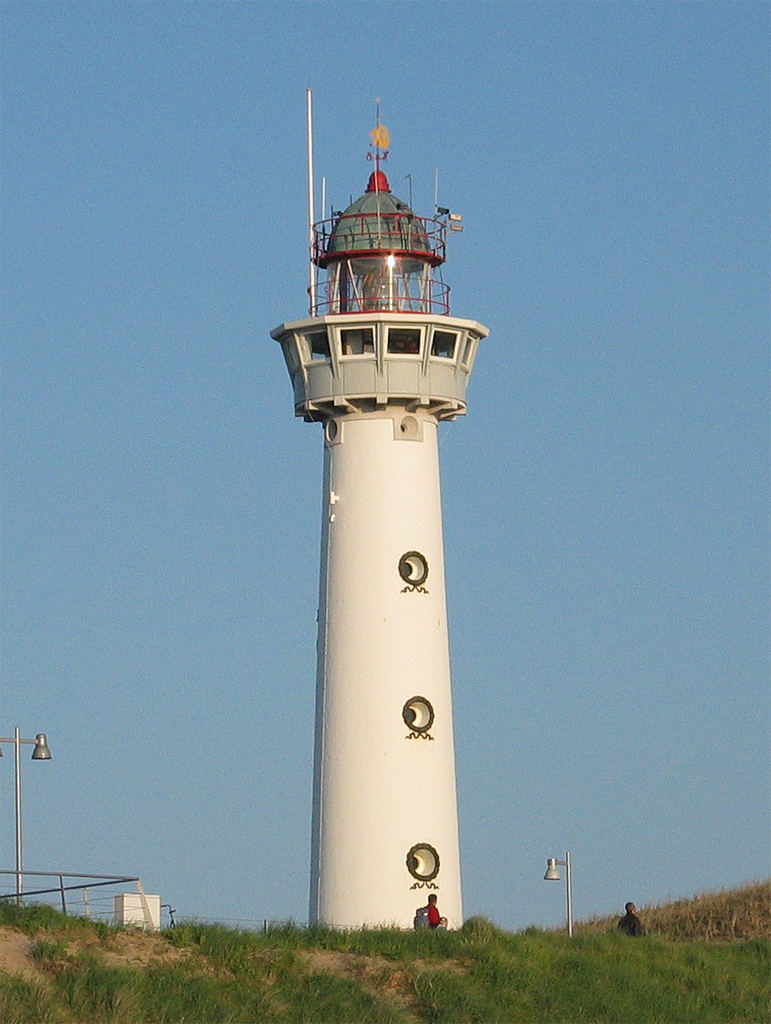
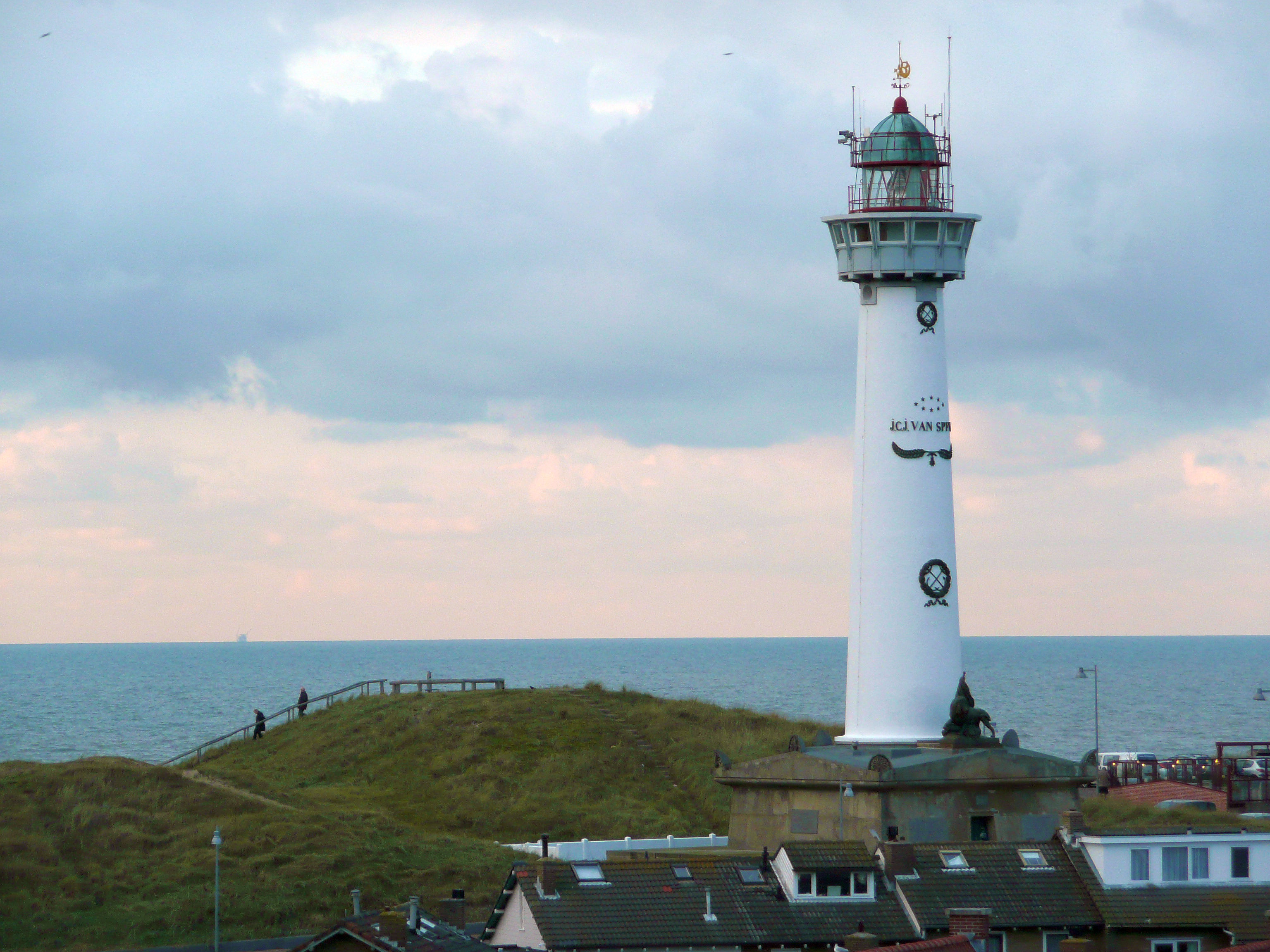
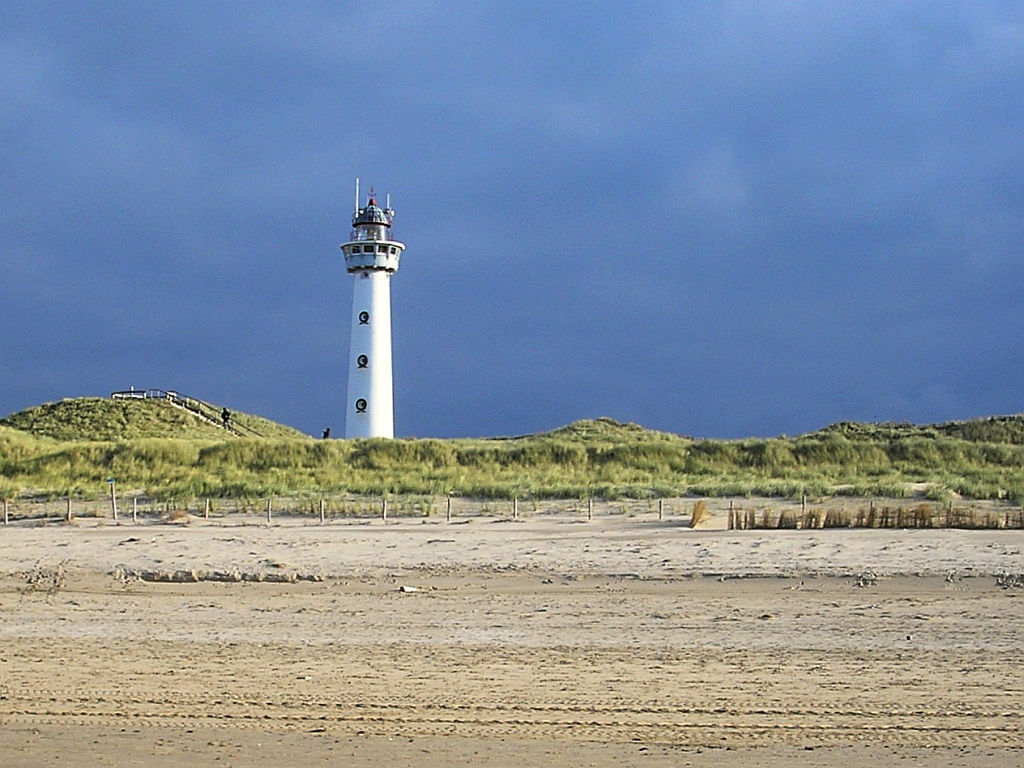
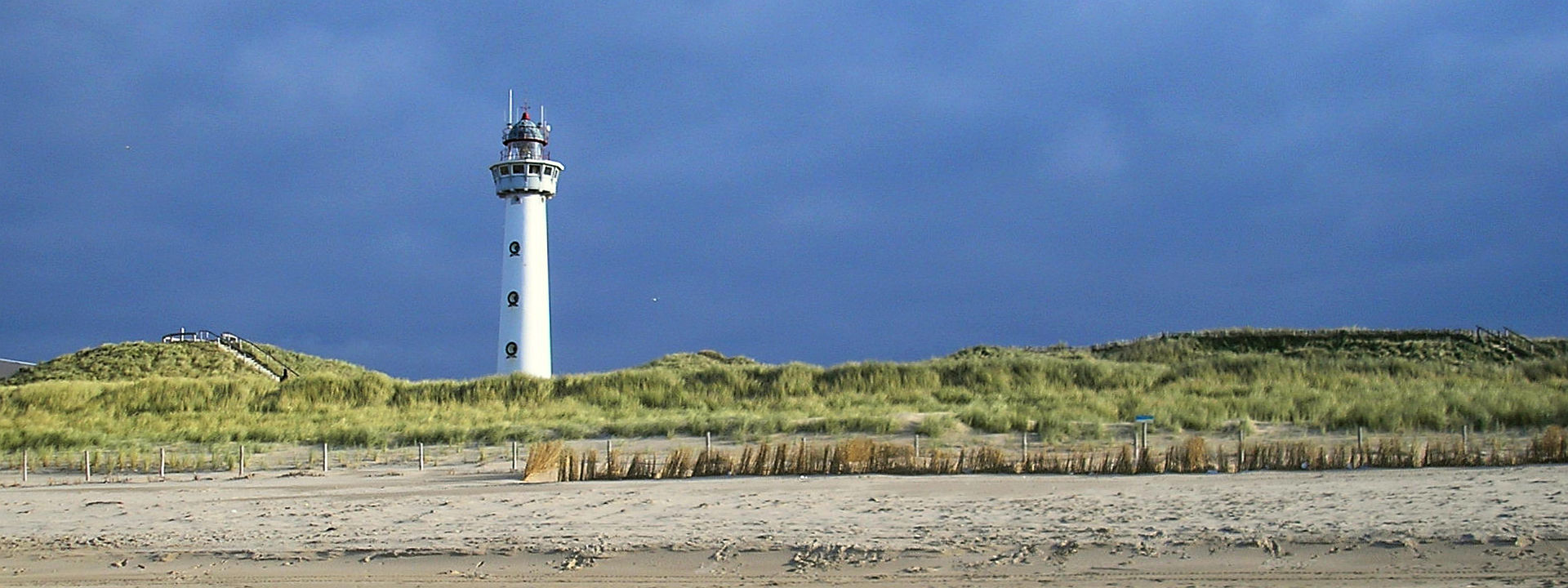
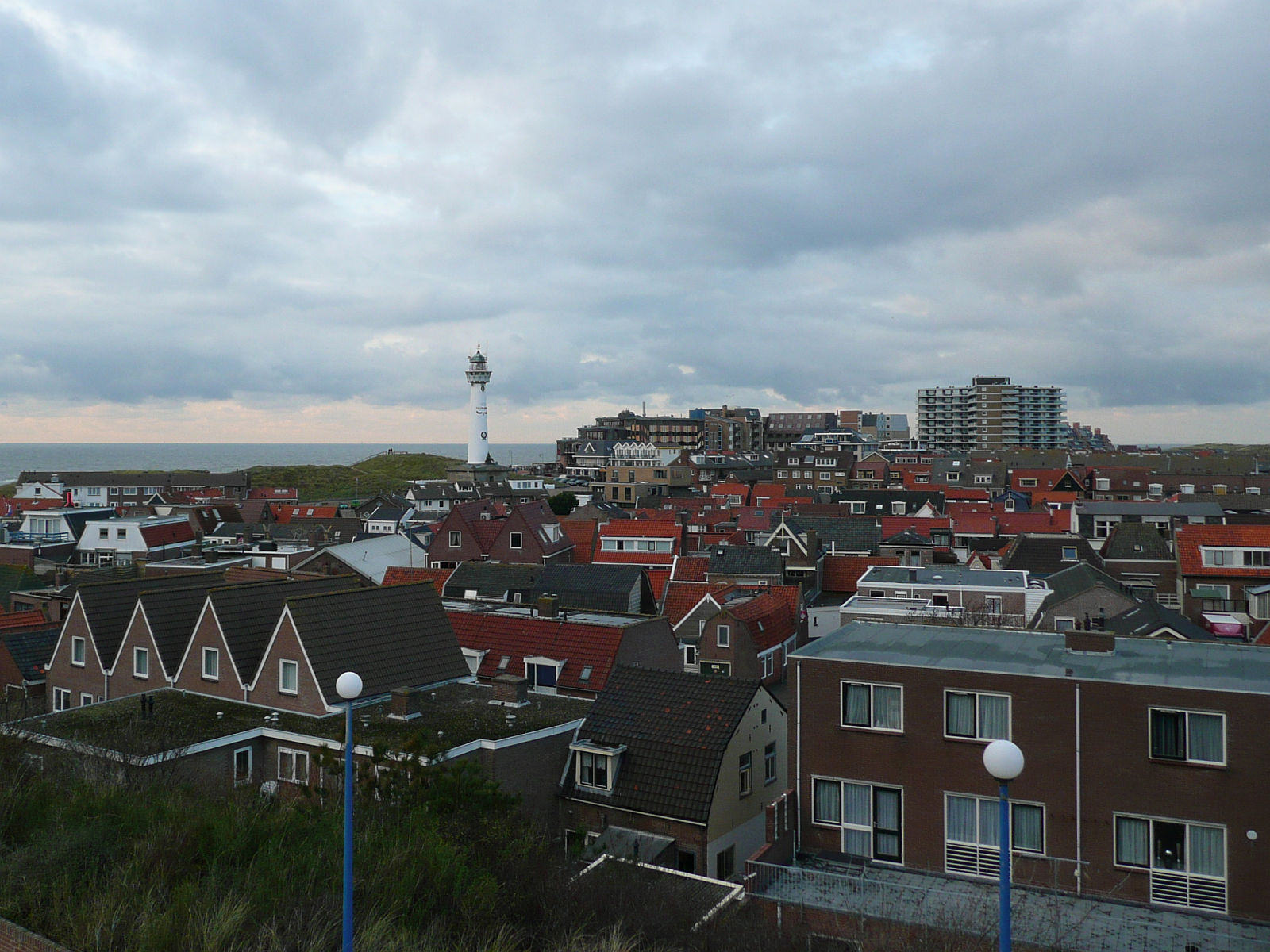
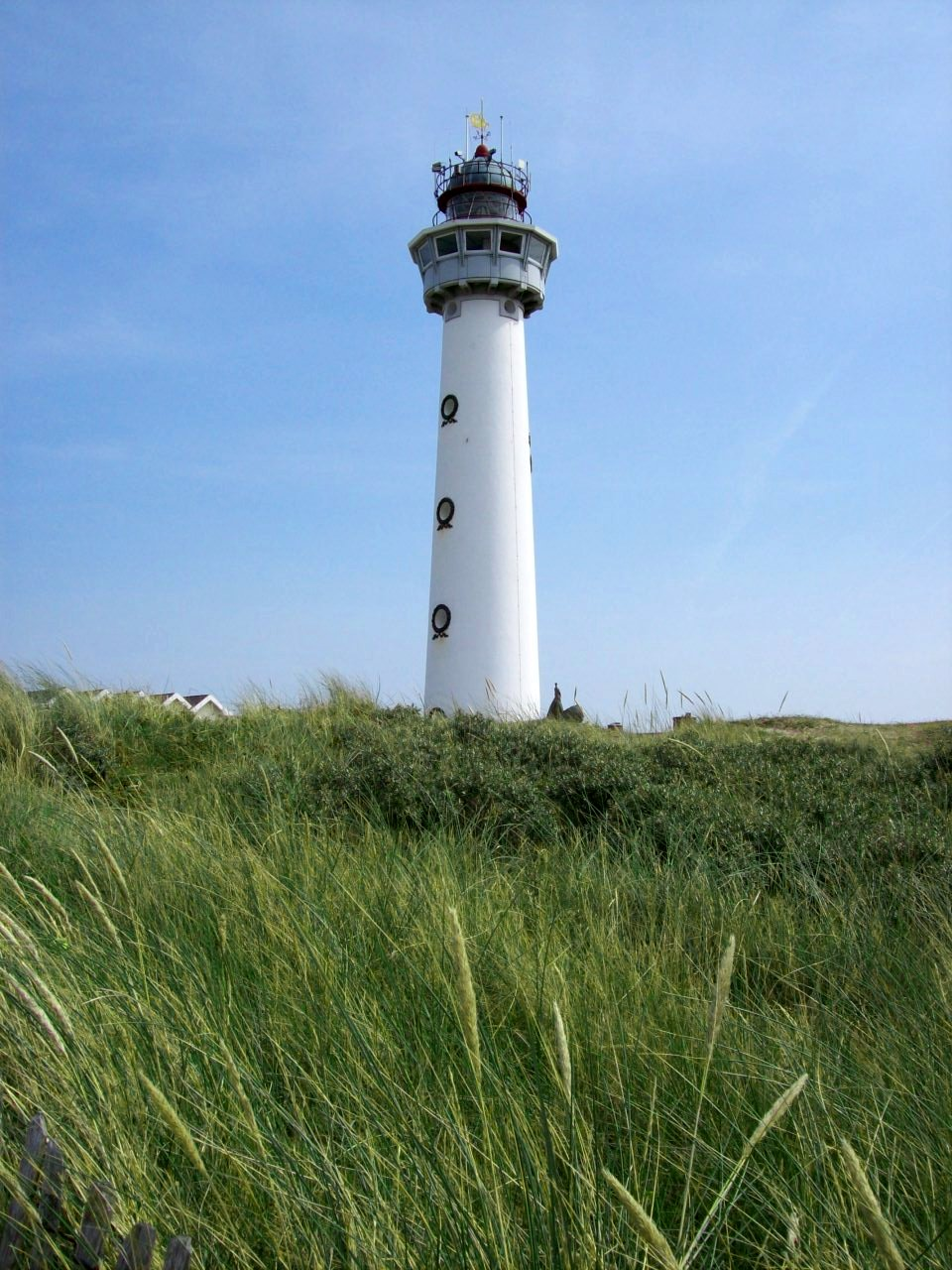
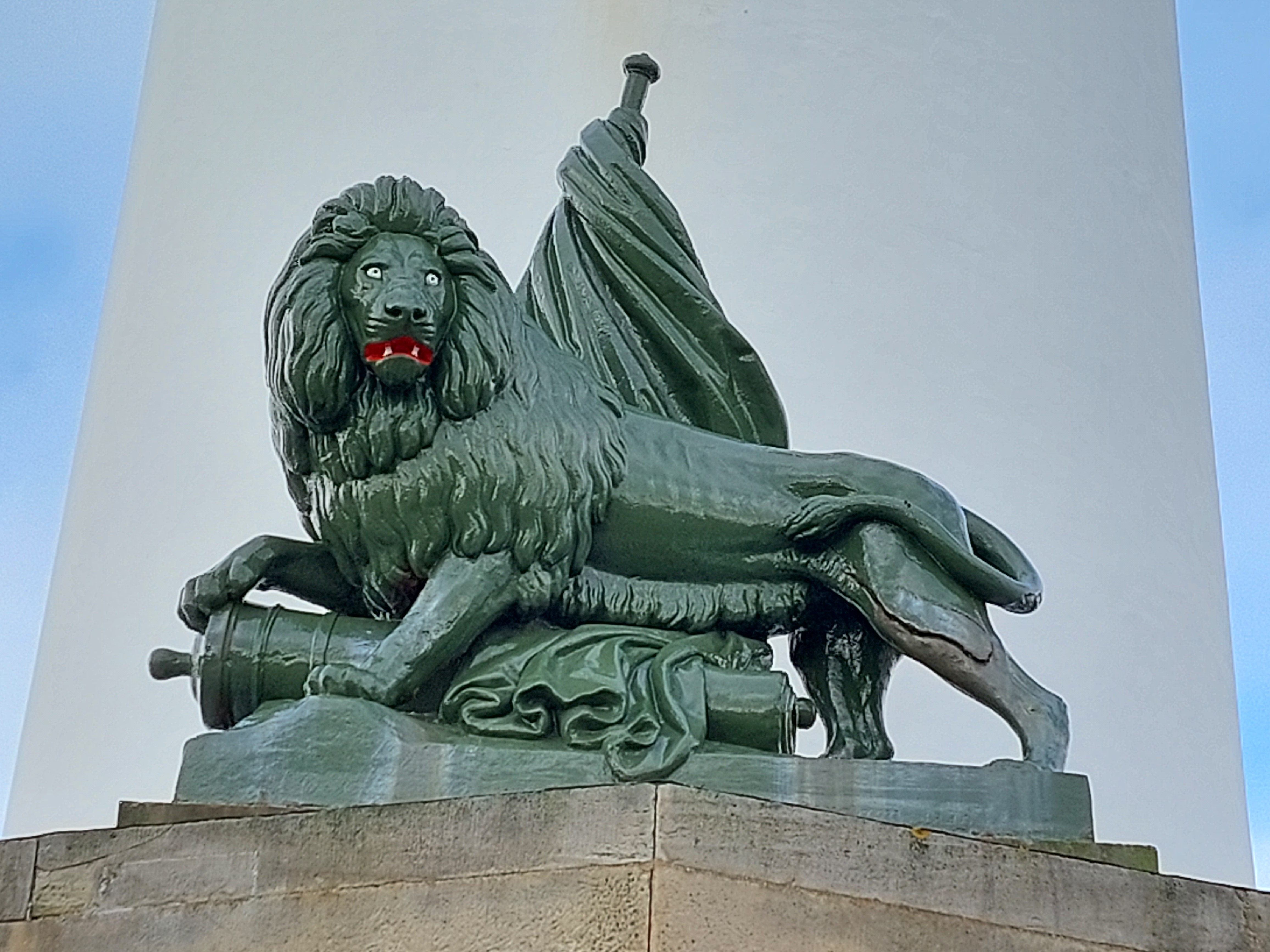